# Ulak Island (Great Sitkin)
Ulak Island ist eine sehr kleine, felsige Insel im Norden der Andreanof Islands, einer Inselgruppe im Südwesten der Aleuten (Alaska). Die nur etwa 1,4 Kilometer lange, 0,3 Kilometer breite und bis zu 206 Meter hohe Insel hat eine Fläche von nur etwa 46,5 Hektar. Die Insel ist nicht zu verwechseln mit der erheblich größeren Insel gleichen Namens, die etwa 220 km westlich liegt und zur Untergruppe der Delarof Islands gehört.
Bugle Point, die östliche Landspitze auf der nächstgelegene und wesentlich größere Nachbarinsel Great Sitkin Island mit dem 1740 m hohen aktiven Stratovulkan Great Sitkin, der 1987 zuletzt ausbrach, liegt westlich in nur 4,5 km Entfernung.